# قائمة الطائرات الإقليمية
فيما يلي قائمة طائرات الركاب التجارية المدنية «الإقليمية» قصيرة المدى، مع عدد الطائرات التي تم بنائها.
الطائرات الإقليمية عادة تكون سعتها المقعدية أقل من 100 مقعد، وتغطي الرحلات قصيرة المسافة، وتشغل في المطارات المحورية لنقل الركاب والشحن، كما أنها تستعمل في رحلات العبور من نقطة إلى نقطة.

## طائرات إقليمية مروحية

### مقصورة بمقعدين في صف واحد

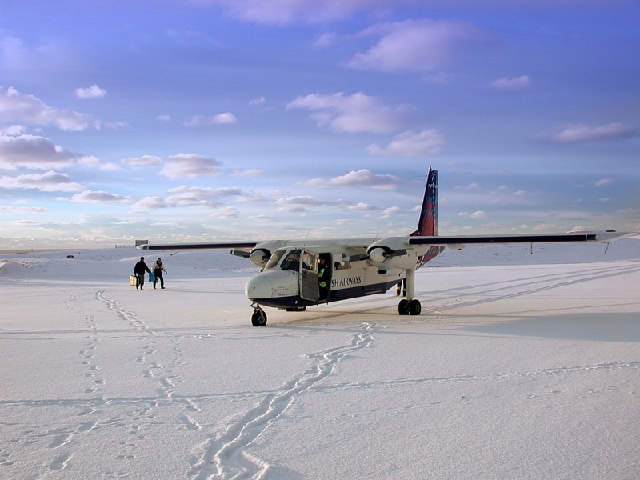
Loganair Islander at Fair Isle

| طراز الطائرة                   | عدد المقاعد | الفترة                    | بنيت في | الدولة           |
| ------------------------------ | ----------- | ------------------------- | ------- | ---------------- |
| دي هافيلاند دوف                | 8-11        | 1946-1947                 | 542     | المملكة المتحدة  |
| De Havilland Heron             | 14-17       | 1950-1963                 | 150     | المملكة المتحدة  |
| ايرو كوماندر                   | 4-7         | 1951-1986                 | 2000    | الولايات المتحدة |
| Mitsubishi MU-2                | 4-12        | 1963-1986                 | 704     | اليابان          |
| بريتن نورمان ايلاندر           | 9           | 1965- حتى الآن            | 1280    | المملكة المتحدة  |
| بيتشكرافت موديل 99             | 15          | 1968-1986                 | 700     | الولايات المتحدة |
| فيرتشايلد سويارينغن ميترولاينر | 19          | 1968-2001                 | 600+    | الولايات المتحدة |
| بريتن نورمان تراي لاندير       | 16          | 1970-1982                 | 72      | المملكة المتحدة  |
| GAF Nomad                      | 12-16       | 1975–1985                 | 172     | أستراليا         |
| دورنير دو 228                  | 19          | 1981-1998, 2009– حتى الآن | 270     | ألمانيا          |
| بيتشكرافت 1900, مكيفة الضغط    | 19          | 1982-2002                 | 695     | الولايات المتحدة |
| NAL Saras                      | 14          | 2014-?                    | 2       | الهند            |

### مقصورة بثلاثة مقاعد في صف واحد

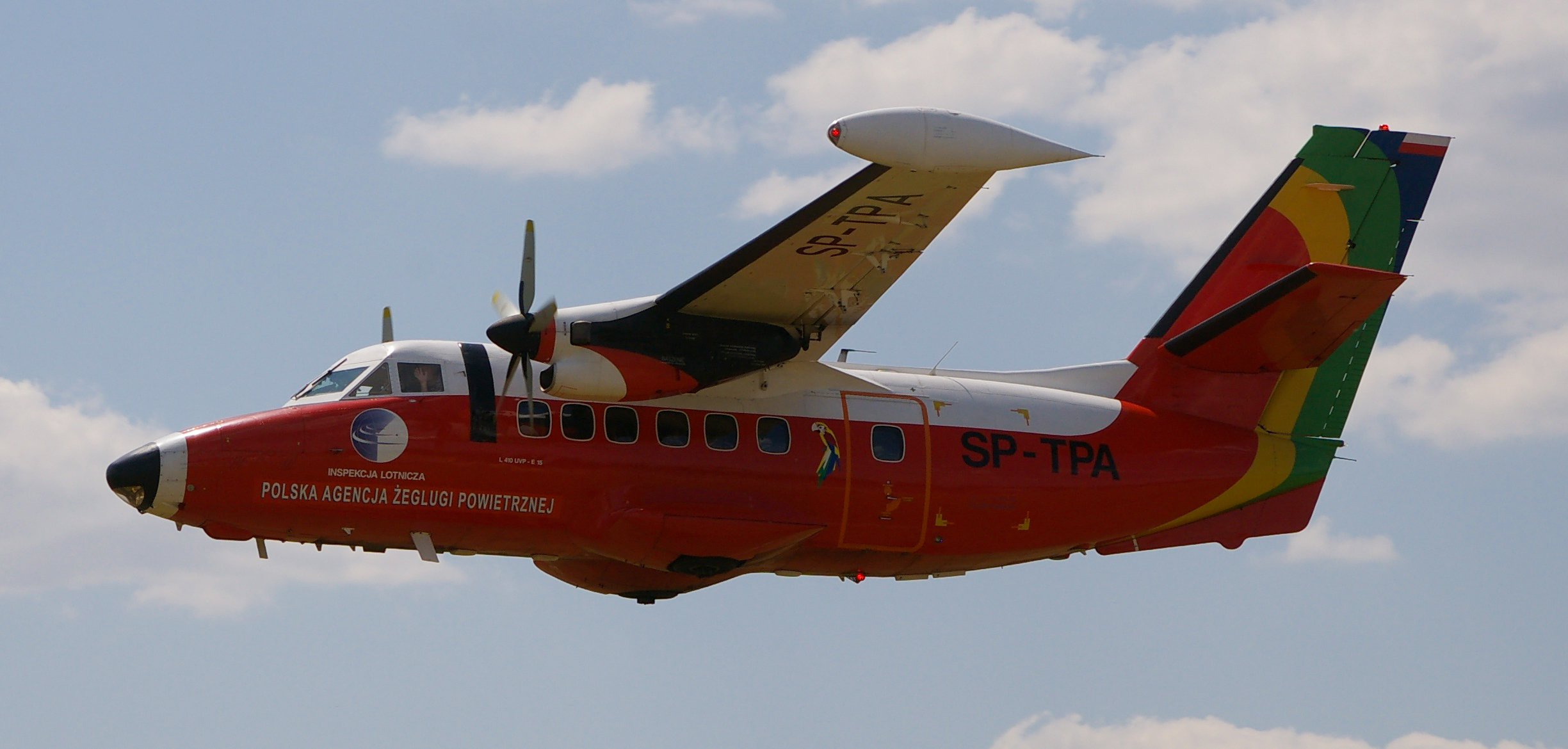
ليت إل-410

| طراز الطائرة                            | عدد المقاعد | الفترة                    | بنيت في  | الدولة            |
| --------------------------------------- | ----------- | ------------------------- | -------- | ----------------- |
| ساب 90 سكانديا                          | 24-32       | 1946-1954                 | 18       | السويد            |
| إيروسباسيال إن 262                      | 23-29       | 1962-1976                 | 110      | فرنسا             |
| شورت سي إس 7 سكاي فان                   | 19          | 1963–1986                 | 153      | المملكة المتحدة   |
| دي هافيلاند كندا دي إتش سي 6 توين أوتر  | 19          | 1965–1988, 2008– حتى الآن | 846      | كندا              |
| امبراير اي إم بي 110 بانديرانتي         | 18-21       | 1968–1990                 | 500      | البرازيل          |
| هاندلي بيج جت ستريم                     | 16          | 1969-1993                 | 66       | المملكة المتحدة   |
| ليت إل-410 تربوليت                      | 19          | 1971- حتى الآن            | 1,138    | جمهورية التشيك    |
| شورت 330                                | 30          | 1974–1992                 | 125      | المملكة المتحدة   |
| كاسا سي-212 أفيوكار                     | 26          | 1974– حتى الآن            | 578      | إسبانيا           |
| أنتونوف أن-28 / PZL M28                 | 18          | 1975-1993 / 1993-2006     | 191 / 39 | أوكرانيا / بولندا |
| بريتش ايروسبيس جت ستريم                 | 18          | 1980-1993                 | 386      | المملكة المتحدة   |
| شورت 360                                | 36-39       | 1981–1991                 | 165      | المملكة المتحدة   |
| ساب 340, مكيفة الضغط                    | 37          | 1983-1999                 | 459      | السويد            |
| Embraer EMB 120 Brasilia, مكيفة الضغط   | 30          | 1983–2001                 | 354      | البرازيل          |
| سيسنا 208 كارافان                       | 14          | 1984- حتى الآن            | 2,000+   | الولايات المتحدة  |
| Harbin Y-12                             | 17          | 1985- حتى الآن            | 105      | الصين             |
| بريتش ايروسبيس جت ستريم 41, مكيفة الضغط | 29          | 1992–1997                 | 100      | المملكة المتحدة   |
| دورنير 328, مكيفة الضغط                 | 30          | 1992-2005                 | 217      | ألمانيا           |
| ساب 2000, مكيفة الضغط                   | 50-58       | 1994-1999                 | 64       | السويد            |

### مقصورة بأربعة مقاعد في صف واحد

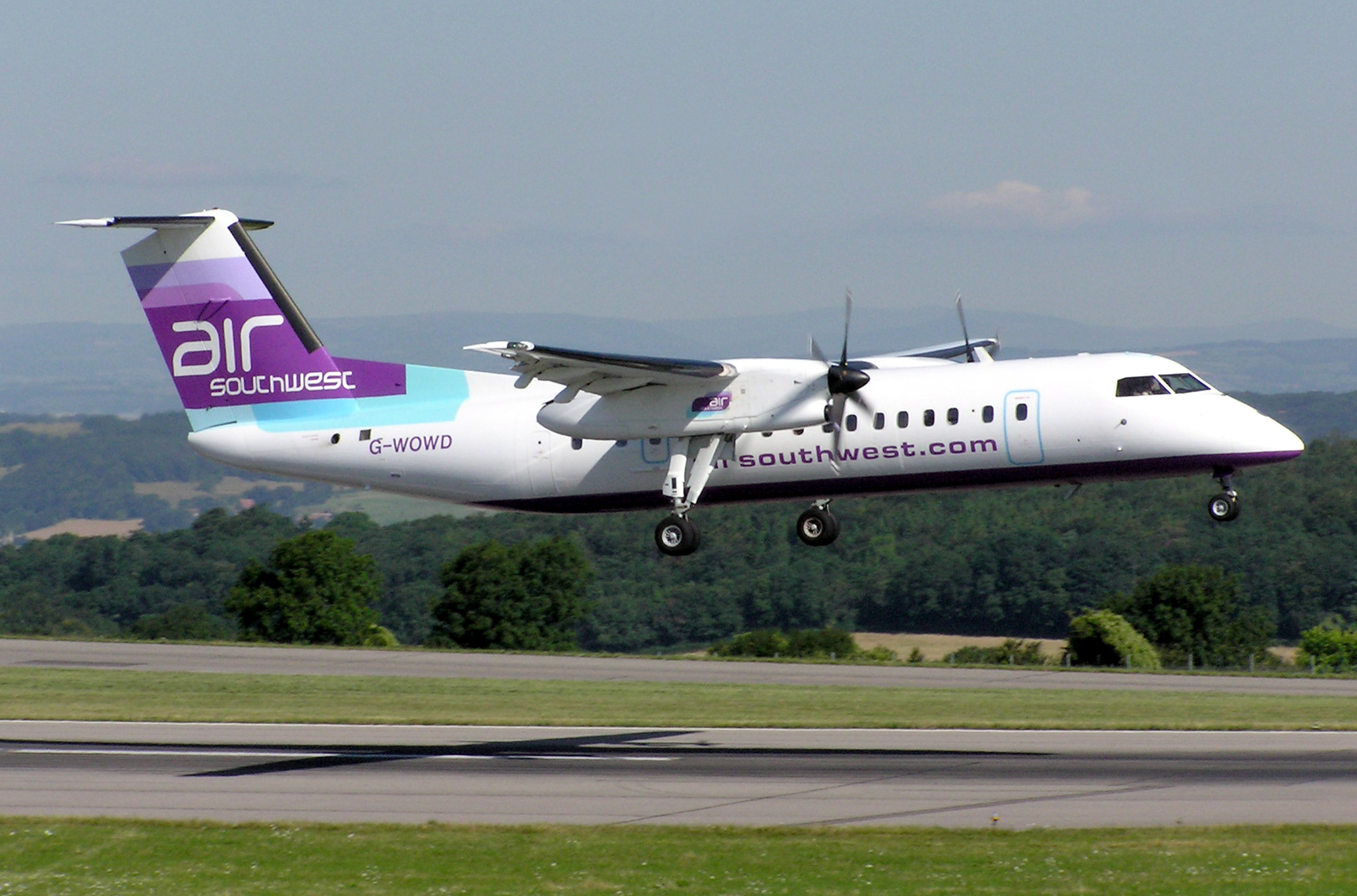
طائرة داش 8 تابعة لخطوط ساوث ويست أثناء الهبوط

| طراز الطائرة               | عدد المقاعد | الفترة          | بنيت في | الدولة              |
| -------------------------- | ----------- | --------------- | ------- | ------------------- |
| فوكر إف27 فريند شيب        | 48-56       | 1958-1987       | 586     | هولندا              |
| أنتونوف أن-24              | 52          | 1959-1979       | 1367    | أوكرانيا            |
| هاندلي بيج دارت هيرالد     | 56          | 1959-1968       | 50      | المملكة المتحدة     |
| هوكر سايدلي إتش أس 748     | 40-58       | 1962-1988       | 380     | المملكة المتحدة     |
| NAMC YS-11                 | 64          | 1962–1974       | 182     | اليابان             |
| آي إيه آي وادي عربة        | 20-24       | 1972–1988       | 80      | إسرائيل             |
| إليوشن إي أل-114           | 52-64       | 1997– حتى الآن  | 20      | روسيا               |
| دي هافيلاند كندا داش 7     | 50          | 1975-1988       | 113     | كندا                |
| بومباردييه داش 8 و كيو 400 | 37-78       | 1983– حتى الآن  | 1125    | كندا                |
| إيه تي آر 42               | 42-50       | 1984- حتى الآن  | 429     | فرنسا & إيطاليا     |
| فوكر 50                    | 58          | 1987-1997       | 213     | هولندا              |
| بريتش ايروسبيس إيه تي بي   | 64          | 1988-1996       | 64      | المملكة المتحدة     |
| سي أن-235                  | 44          | 1988- حتى الآن  | 273     | إسبانيا & إندونيسيا |
| إيه تي آر 72               | 68-74       | 1989- حتى الآن  | 678     | فرنسا & إيطاليا     |
| أنتونوف أن-140             | 52          | 1997- حتى الآن  | 31      | أوكرانيا            |
| شيآن إم إيه 60             | 66          | 2000 - حتى الآن | 80      | الصين               |

## طائرات إقليمية نفاثة

### مقصورة بثلاثة مقاعد مقصورة في صف واحد

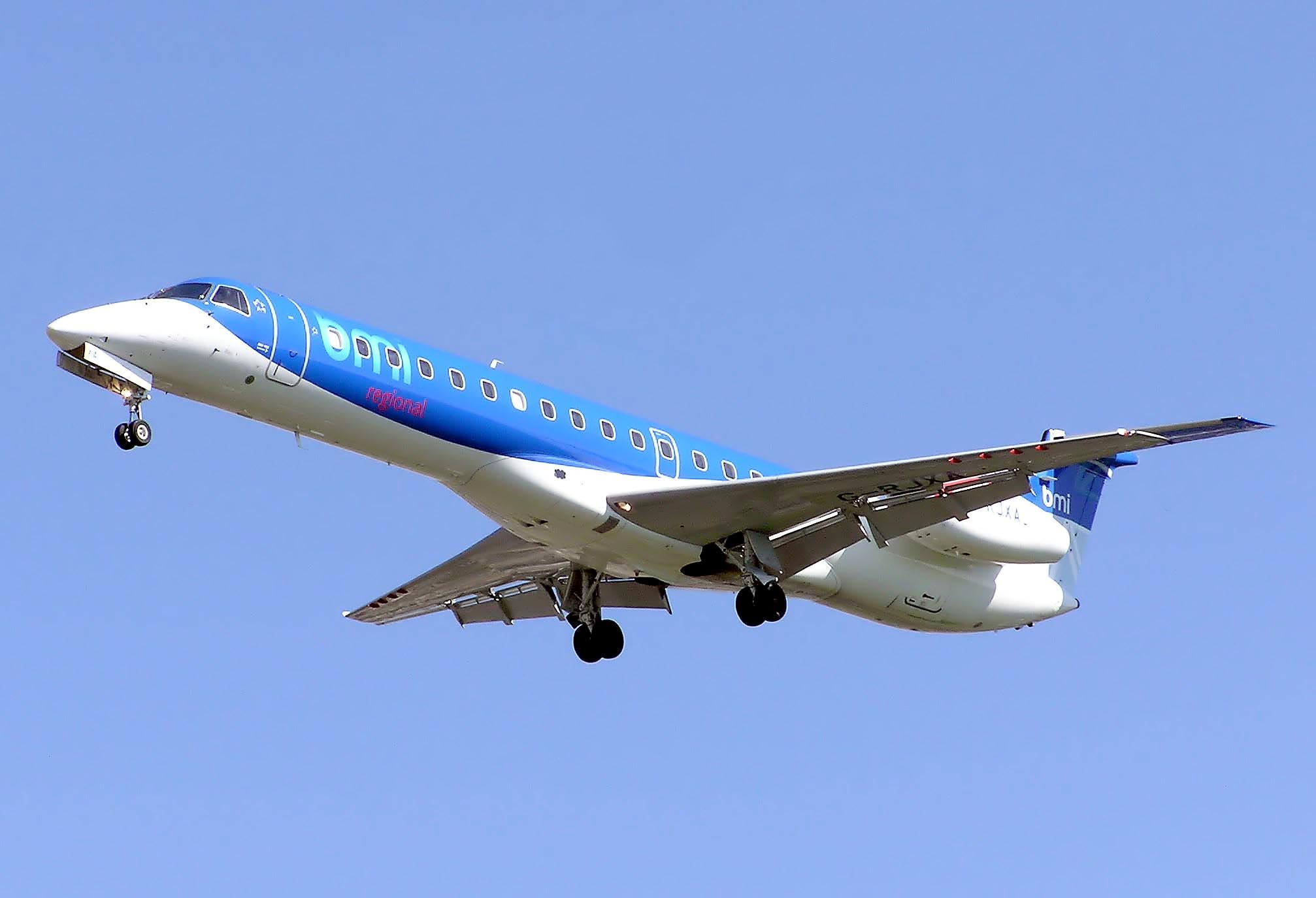
طائرة امبراير إي آر جيه 145 تابعة لخطوط بي إم أي

| طراز الطائرة                   | عدد المقاعد | الفترة         | بنيت في | الدولة   |
| ------------------------------ | ----------- | -------------- | ------- | -------- |
| امبراير إي آر جيه 145          | 37-50       | 1989- حتى الآن | 890     | البرازيل |
| فيرتشايلد دورنير 328 جيه إي تي | 32-34       | 1999-2005      | 111     | ألمانيا  |

### مقصورة بأربعة مقاعد في صف واحد
| طراز الطائرة                      | عدد المقاعد | الفترة         | بنيت في | الدولة   |
| --------------------------------- | ----------- | -------------- | ------- | -------- |
| ياكوفليف ياك-40                   | 27-36       | 1967-1981      | 1011    | روسيا    |
| في إف دبليو-فوكر 614              | 40-44       | 1975-1977      | 19      | ألمانيا  |
| بومباردييه سي آر جيه 100/200      | 50          | 1992-2000      | 1021    | كندا     |
| بومباردييه سي آر جيه 700/900/1000 | 70-100      | 2001- حتى الآن | 647     | كندا     |
| امبراير اي-جت                     | 70-108      | 2004- حتى الآن | 998     | البرازيل |
| ميتسوبيشي جيت                     | 70-96       | 2014-          | 0       | اليابان  |

ملاحظات

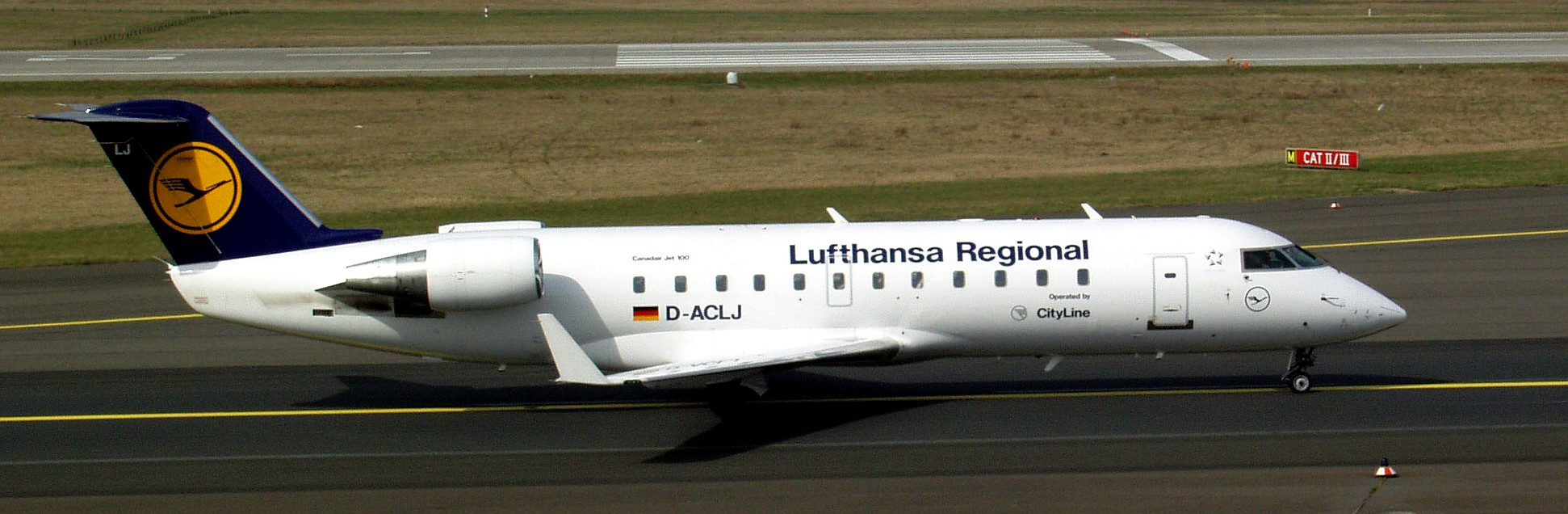
طائرة سي آر جيه 100 إل آر تابعة لخطوط لوفتهانزا سيتي لاين

1. سي آر جيه: خطوط ميدواي الجوية (1993-2003) و خطوط إنديبيندس تستخدم طائرات سي آر جيه كطائرة «رئيسية».
2. امبراير إي 190: طيران كندا، خطوط جيت بلو الجوية، و خطوط الولايات المتحدة الجوية تشغل إي 190 كجزء من أسطول طائراتهم الرئيسي.

## معرض صور

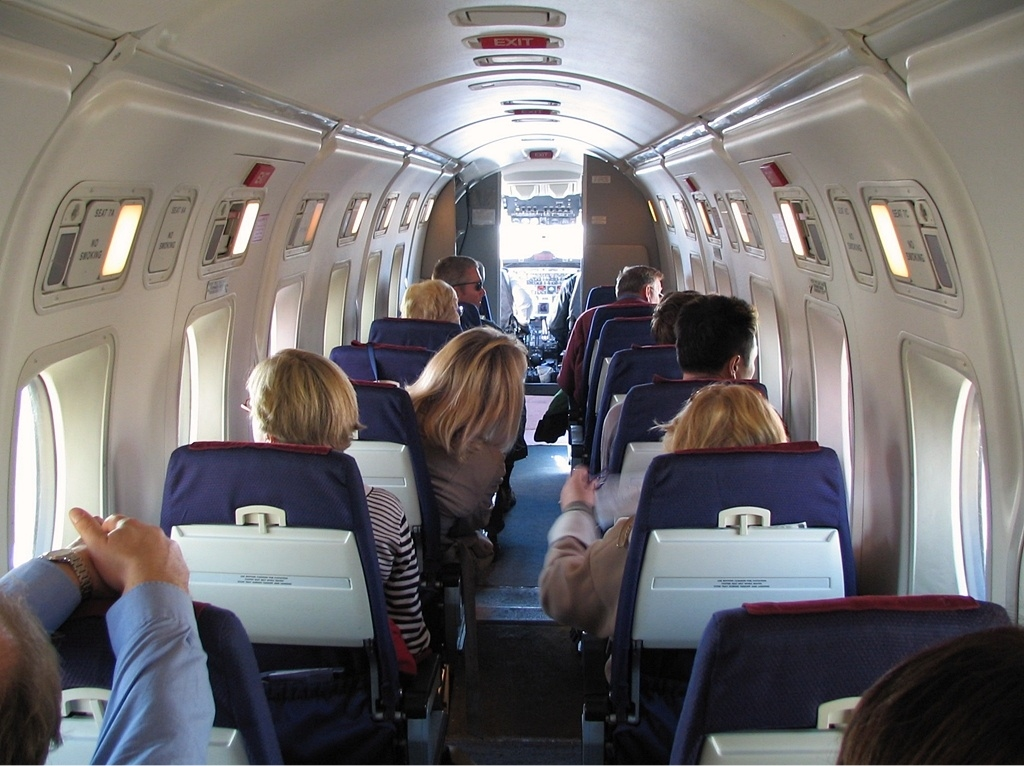
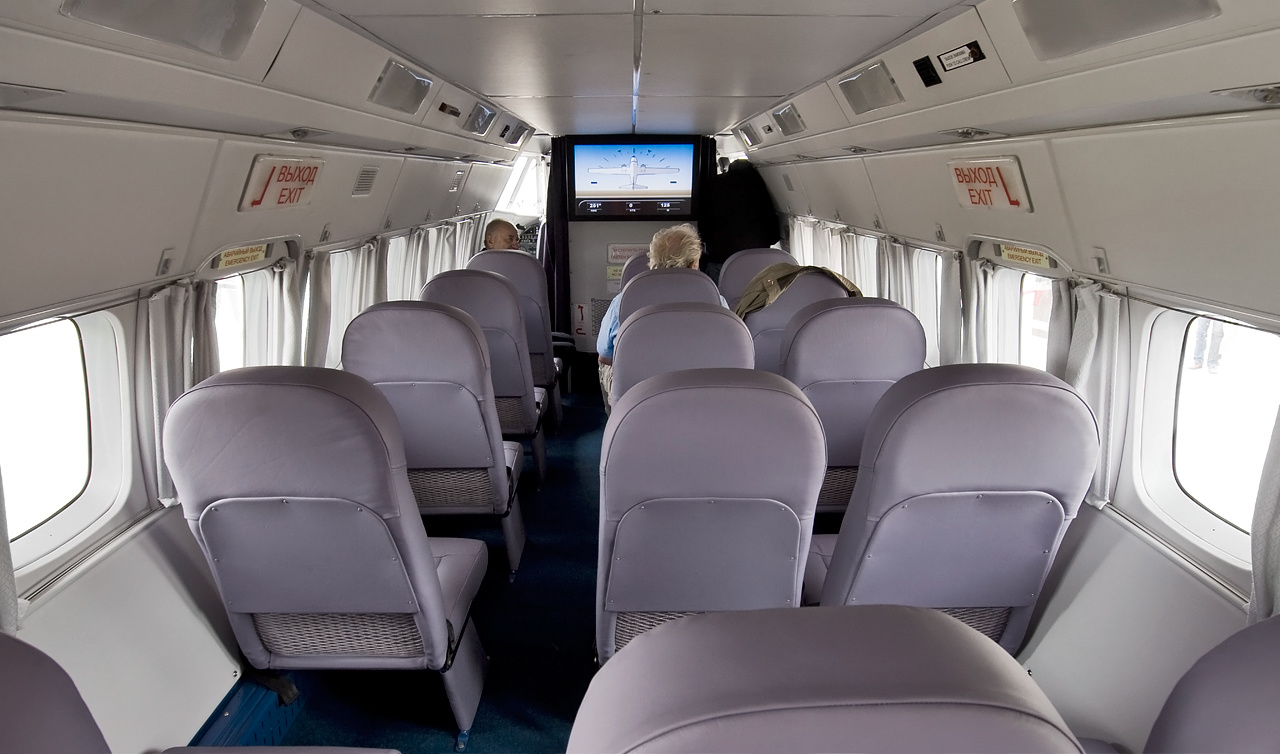
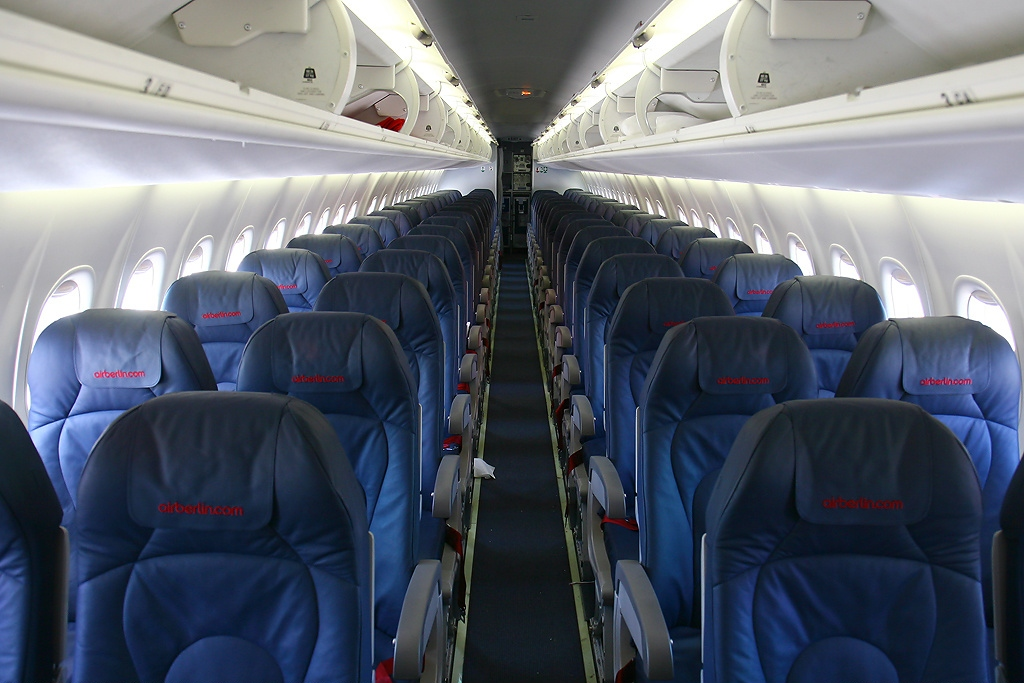
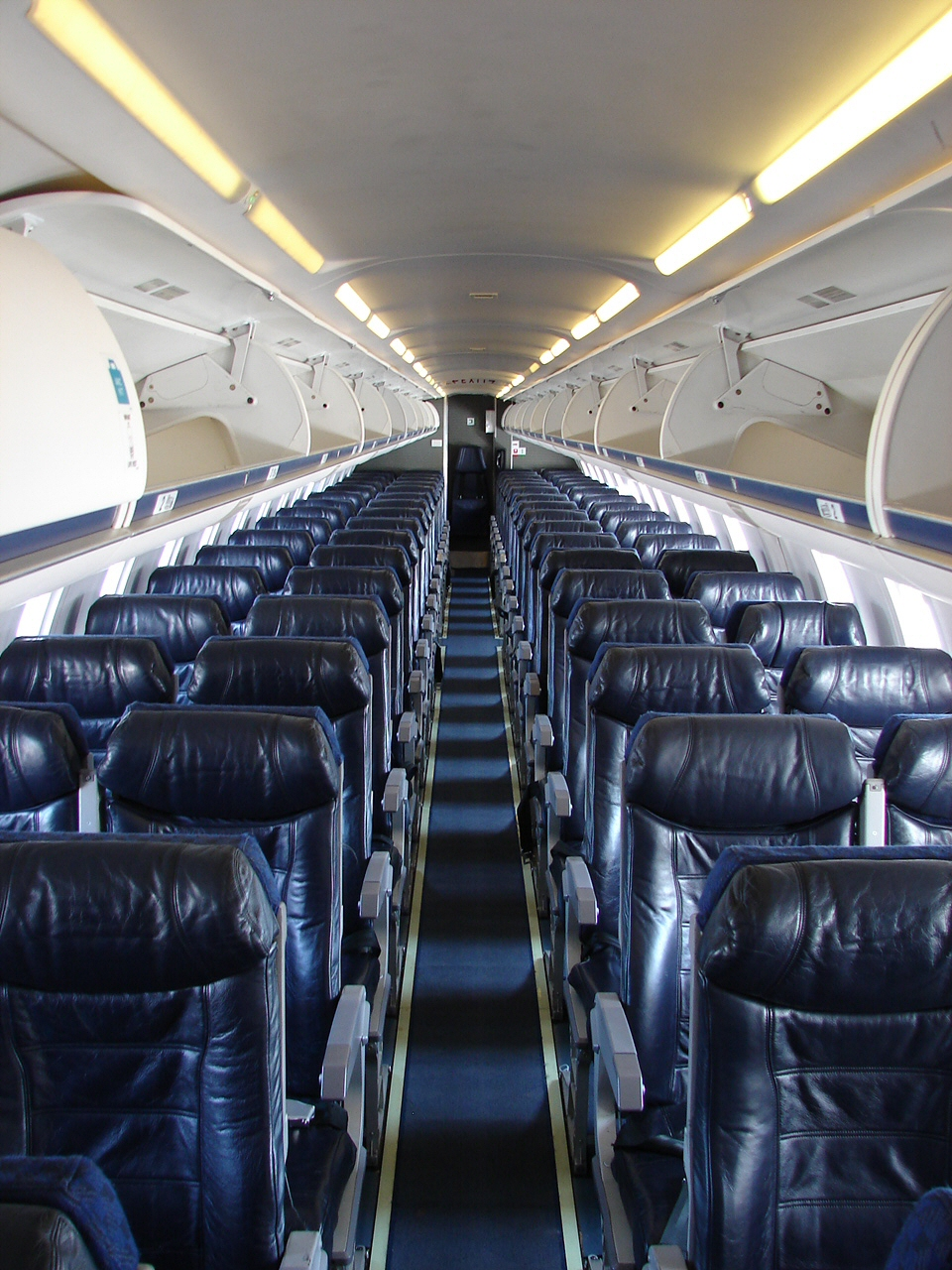

### مقصورة ذات خمسة مقاعد في صف واحد

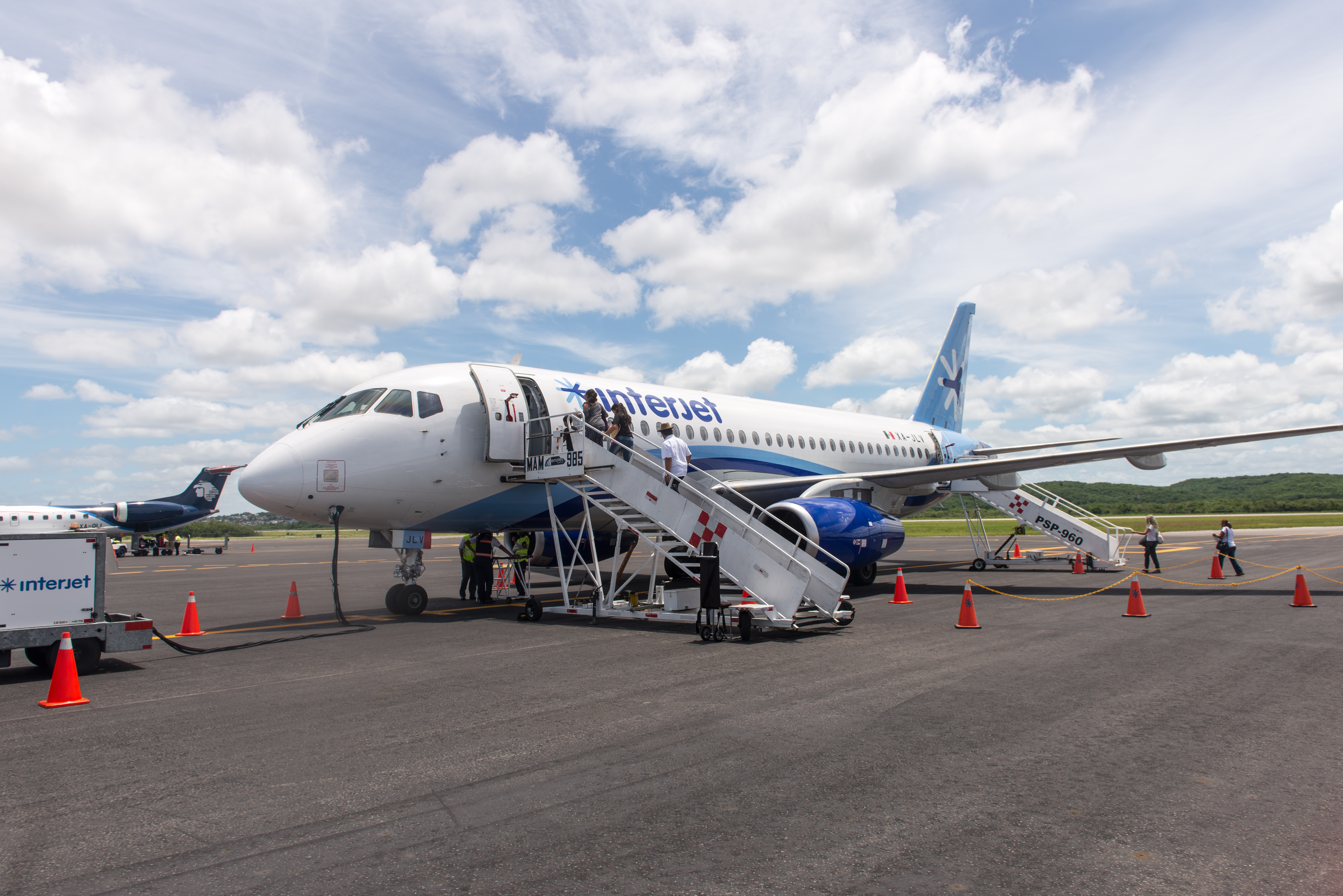
سوخوي سوبرجت 100 in Campeche, Mexico

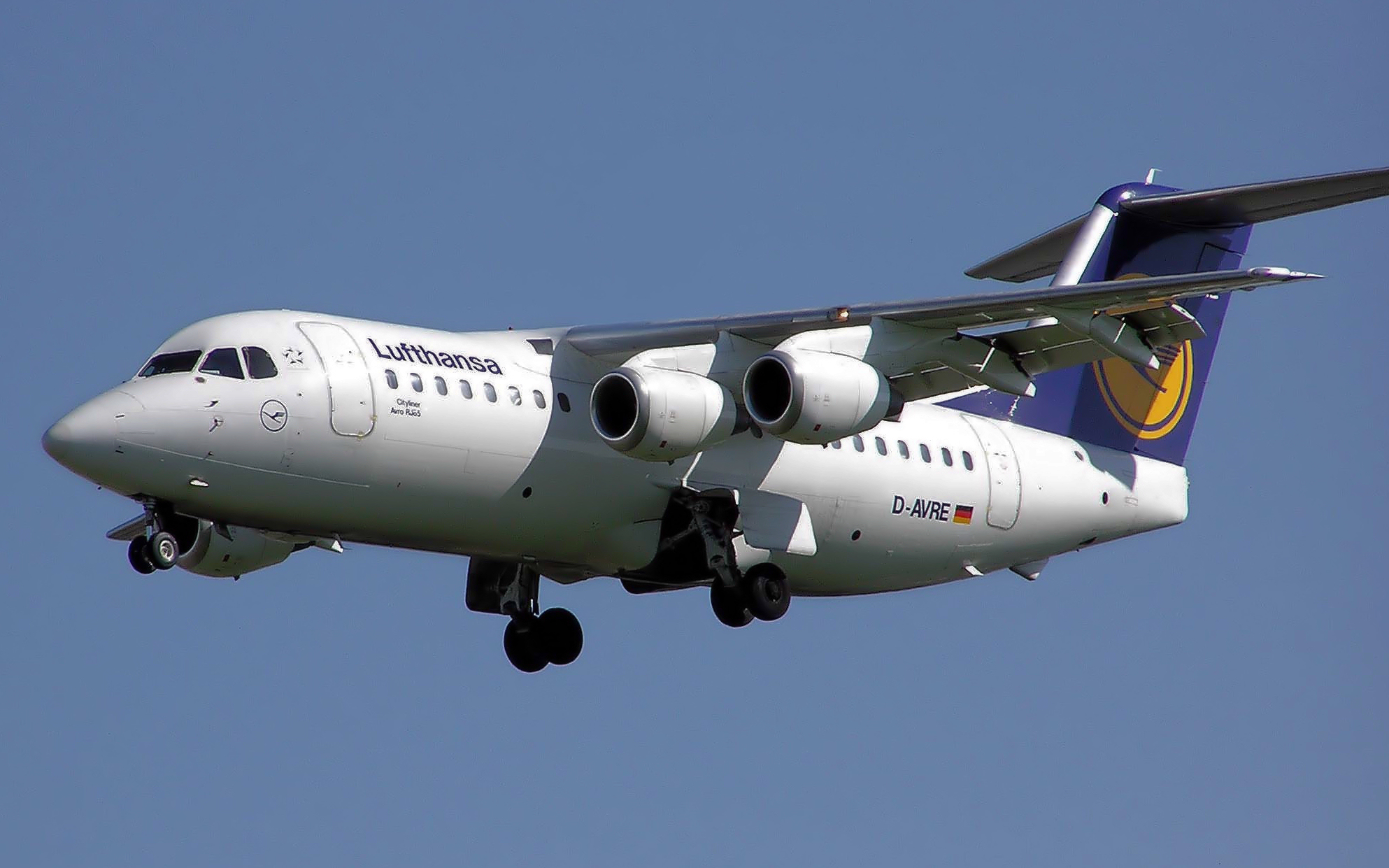
لوفتهانزا أفرو آر جيه85 (بريتش ايروسبيس 146)

| طراز الطائرة        | عدد المقاعد | الفترة         | بنيت في | الدولة          |
| ------------------- | ----------- | -------------- | ------- | --------------- |
| فوكر إف 28 فلوشيب   | 65-79       | 1967-1987      | 241     | هولندا          |
| بريتش ايروسبيس 146  | 82-112      | 1983-2001      | 387     | المملكة المتحدة |
| فوكر 100            | 97-107      | 1986-1997      | 283     | هولندا          |
| فوكر 70             | 79          | 1994-1997      | 47      | هولندا          |
| أنتونوف أن-148      | 75-99       | 2009- حتى الآن | 30      | أوكرانيا        |
| سوخوي سوبرجت 100    | 78-98       | 2011- حتى الآن | 56      | روسيا           |
| كوماك إيه آر جيه 21 | 70-105      | 2013- حتى الآن | 6       | الصين           |
| بومباردييه سي سيريس | 110-160     | 2013- حتى الآن | 3       | كندا            |